# Tecnocrazia
La tecnocrazia è un ideale di governo d'impresa sociale che propugna, al presidio dei processi decisionali di un potere esecutivo, il comando diretto o il parere vincolante di esperti nei campi delle scienze dure (es. matematici, fisici), molli (es. psicologi, economisti, giuristi) e della tecnica (es. ingegneri).
Tale sistema, ispirato al principio liberale della divisione del lavoro e delle competenze, contrasta con il concetto che solo i rappresentanti eletti, o figure da questi delegate, dovrebbero essere i principali attori dei processi decisionali al governo di un Paese anche laddove ciò non implichi la soppressione del potere dei rappresentanti o delle elezioni tout court. Nella tecnocrazia, infatti, la capacità decisionale è valutata in base alla conoscenza professionale e alla capacità di guida piuttosto che all'appartenenza politica o alle attitudini parlamentari.
Il termine deriva dalle parole greche τεχνη (tecne = "arte" o "tecnica") e κράτος (cratos = "potere"), ovvero "potere della tecnica", e il relativo concetto fu introdotto dal francese Henri de Saint-Simon nel suo Riorganizzazione della Società europea (1814) laddove, affrontando filosoficamente il nodo dell'approccio dei governi alla risoluzione dei problemi sociali, sostenne la necessità di andare oltre l'approccio sperimentale per affrontare questioni politiche e «superare questa infanzia della scienza»; un secolo più tardi, nel 1919, William Henry Smyth, ingegnere statunitense, inventò la parola technocracy per descrivere «il ruolo delle persone reso effettivo tramite l'azione dei loro servi, gli scienziati e gli ingegneri» nel suo articolo Technocracy—Ways and Means to Gain Industrial Democracy pubblicato su Industrial Management.
Va tuttavia fatto presente che Smyth si riferiva alla Industrial Democracy, ovvero una corrente di pensiero inclusionista dei lavoratori nelle decisioni aziendali in fabbriche esistenti o a seguito di rivoluzioni: fu solo dal 1932 in avanti, infatti, che sotto l'influenza dell'ingegnere Howard Scott il termine tecnocrazia iniziò ad assumere il significato di «sistema di governo basato su decisioni prese da tecnici».

## Descrizione
Da alcuni considerata una forma di oligarchia, ciò che caratterizza la tecnocrazia è la tendenza a soppiantare il potere politico, piuttosto che sostenerlo con consigli, prendendo per sé la funzione decisionale. Eliminando la divisione tra la politica come un regno dei fini o come arte della mediazione, il tecnocrate lascia il piano sia tecnico che economico e dei mezzi di azione sociale, per arrivare a fini e valori: ciò avviene sostenendo che una decisione politica - comportante potere discrezionale e basata su criteri prudenziali e morali - può essere sostituita da una decisione non discrezionale, risultato di calcoli e previsioni di una scientifica, basata su criteri di pura efficienza.
"Nella mentalità tecnocratica - sintetizza Claudio Finzi - razionalità e la "verità" sono indissolubilmente legate, in un modello quasi universalmente riconosciuto nel pensiero contemporaneo, che oltre alla razionalità si fonda su elementi puramente quantitativi. Chiaramente non ci sarà spazio per giudizi di valore, cioè, per le sperimentazioni per loro stessa natura non possono essere basate su elementi quantitativi."
L'occupazione della sfera politica da parte di elementi incompetenti, la corruzione, e soggetti privati che agiscono per proprio fine e non per l'interesse generale, portano come reazione ad appoggiare la tecnocrazia come forma di governo o, quantomeno, come metodo di gestione della cosa pubblica.
In un governo tecnocratico coloro che prendono le decisioni vengono selezionati in base alla propria esperienza, ai propri studi e alla proprie competenze tecniche piuttosto che sulla base delle appartenenze politiche. Per differenziare la concezione ed il significato comunemente attribuiti al termine tecnici, intesi come persone esperte, specializzate o particolarmente preparate e qualificate nelle materie di propria competenza, è stato coniato il termine di tecnocrate per indicare colui che, pur senza essere un tecnico od uno specialista, sostiene la necessità di un primato della scienza e della tecnica sulla politica.
I tecnocrati sono individui con elevata istruzione tecnico-scientifica, i quali esercitano occupazioni in cui si studia come risolvere problemi economici e tecnici proponendo soluzioni basate sulla tecnologia. L'economista Gunnar K. A. Njalsson teorizza che i tecnocrati siano principalmente ispirati dalla propria mentalità focalizzata sulla risoluzione delle problematiche e non dagli interessi dei gruppi di potere politico. Le loro attività e il crescente successo che le loro idee riscuotono si pensa siano un fattore cruciale che consegue allo sviluppo della tecnologia ed al concetto che si sta affermando di società dell'informazione: "I tecnocrati devono essere distinti dagli "econocrati" e dai "burocrati" la cui mentalità sulla risoluzione dei problemi differisce notevolmente da quella dei tecnocrati. In tutti i casi le capacità tecniche e di leadership vengono selezionate attraverso processi burocratici sulla base di conoscenze specializzate ed esperienza tecnica piuttosto che in base ad elezione democratica.
Alcune forme di tecnocrazia riflettono una forma di meritocrazia, sistema per il quale le persone "più qualificate" e coloro che decidono la validità ed il tipo della qualifica sono le stesse. Altre forme sono state descritte come diverse da un gruppo oligarchico di "controllori" e simili piuttosto ad un'amministrazione scientifica libera dall'influenza ed il condizionamento dei gruppi di potere politico e di interesse economico. Si può dunque avere una tecnocrazia intesa come governo dei tecnocrati, ovvero di persone che condividano o nutrano alcuni dei princìpi o delle convinzioni di seguito esposte.

### Tecnocrazia e ingegneria
La tecnocrazia è una soluzione ad un problema preso in considerazione da ingegneri all'inizio del XX secolo. Seguendo quanto scritto ed esposto da Samuel Haber Donald Stabile sostiene che gli ingegneri dovevano affrontare un conflitto tra l'efficienza fisica ed il cost efficiency nel nuovo capitalismo corporativo imprenditoriale della fine del diciannovesimo secolo negli Stati Uniti. Coscienti solamente del profitto, i manager non-tecnici delle industrie nelle quali lavoravano gli ingegneri, a causa delle proprie percezioni sulla domanda del mercato, spesso imponevano limiti ai progetti che gli ingegneri volevano sviluppare. I prezzi di tutte le materie prime, variabili in base al mercato, fanno saltare gli attenti calcoli degli ingegneri. Come risultato, l'ingegnere perde il controllo del progetto e deve continuamente rivedere i piani. Per mantenere il controllo sui progetti l'ingegnere deve cercare di esercitare il controllo su queste variabili esterne e trasformarle in fattori costanti.
La conseguenza è quella di interessarsi della forma di governo della società nazionale ed, in prospettiva, della Governance globale, per assoggettare alla razionalità del modo di produzione le variabili sociali. Il sociologo francese Jacques Ellul ha rilevato che nell'attuale situazione culturale si tende più o meno esplicitamente a ritenere che, divenuta tutta tecnica la società, la tecnica si presenti come il sistema inclusivo della società nella sua interezza. Al limite, la tecnica inghiottirebbe la società, diventerebbe essa stessa la società.

## Fondamenti filosofici, storici e culturali
Ciò che caratterizza e contraddistingue la tecnocrazia da ogni altra forma di governo è il suo retroterra culturale e filosofico, che affonda le sue prime timide radici nell'illuminismo settecentesco, germoglia nell'Ottocento attraverso la rivoluzione industriale, gli entusiasmi per i progressi tecnico-scientifici e le teorie evoluzionistiche di Charles Darwin e di Herbert Spencer (in realtà già Platone nell'antica Grecia nell'opera La Repubblica aveva fortemente criticato la democrazia diretta ateniese in favore un governo oligarchico guidato esclusivamente da filosofi, i massimi intellettuali del tempo).
I tecnocrati pongono le considerazioni sviluppate a partire da Auguste Comte, filosofo e sociologo francese (1798-1857) ed il teoretico socialista Claude-Henri Rouvroy, conte di Saint-Simon (1760-1825). Entrambi partono dal presupposto che ciascun essere umano punti all'innalzamento ed al miglioramento del proprio tenore di vita. Questo presupposto implica una serie di problemi da risolvere, di questioni da esaminare, di soluzioni da ricercare ed applicare secondo criteri e metodi tecnici e scientifici. Tale concezione di tecnocrazia fu espressa anche dalla credenza in uno stato che controllasse l'economia, con la funzione dello stato trasformata da puro organismo di controllo politico sulle masse ad amministrazione scientifica della cosa pubblica e direzione dei processi di produzione sotto stretta direzione scientifica.
Il teorico socialista Friedrich Engels aveva una visione analoga: lo Stato sarebbe morto e avrebbe cessato di essere Stato quando il governo del popolo e l'interferenza negli affari sociali sarebbero stati sostituiti dall'amministrazione delle cose e dei processi tecnici.
L'economista americano Thorstein Veblen fu uno dei primi sostenitori della tecnocrazia, coniandone, assieme ad Howard Scott, il seguente significato: è uno sviluppo tecnologico che avrebbe portato ad un'organizzazione socialista degli affari economici. La sua opinione del socialismo differiva tuttavia da quella di Karl Marx e Friedrich Engels; mentre Marx intendeva il socialismo come espressione della classe lavoratrice che era quella che avrebbe portato il socialismo al potere, Veblen vedeva il socialismo come una fase intermedia in un processo evolutivo di sviluppo che sarebbe derivato dal decadimento naturale del sistema economico imprenditoriale e dal genio inventivo degli scienziati. Daniel Bell nota un'affinità tra Veblen ed il Technocracy Movement (Movimento tecnocratico).

### Nella storia moderna
- Retorica tecnocratica ebbe inizialmente il fascismo dei primi anni '20 in Italia, fino all'omicidio Matteotti, quando prevalsero le spinte più radicali e le aspirazioni tecnocratiche si spensero[16][17].
- Tra le fazioni politiche del regime di Francisco Franco, furono chiamati tecnocrati i politici (molti nell'orbita dell'Opus Dei) che gestivano l'area economica del governo a partire dal piano di stabilizzazione del 1959.
- Miguel de la Madrid, presidente della Repubblica del Messico negli anni ottanta, e il primo ministro indiano Manmohan Singh si sono fatti propugnatori del progetto di tecnocraticizzazione dei rispettivi governi[18].

### Nel pensiero contemporaneo
Come spiega Samuel Haber, la tecnocrazia è una forma di governo che si presenta e si propone come modello di attualità, e non va confusa con gli aspetti positivi o negativi, e con le problematiche che attengono e riguardano la mera tecnologia, in sé e per sé considerata. 
Quest'ultima, infatti, è entrata, entra o entrerà a far parte delle nostre vite in modo più o meno vistoso, più o meno invasivo, ma comunque in modo indipendente ed autonomo, almeno concettualmente.
Sull'adozione o rifiuto del modello tecnocratico come forma di governo, la scelta e le decisioni al riguardo, negli stati ove vige la democrazia, è rimessa al libero convincimento personale di ciascuno, attraverso i consueti strumenti politici, ovvero i referendum ed il voto elettorale.
L'opzione tecnocratica è venuta allo studio di alcuni governi, ma soprattutto di organizzazioni private di stampo scientifico e culturale, come il MIT, nel senso di propiziare la decrescita: la sua applicazione nel comparto privato potrebbe portare una modifica dell'odierno capitalismo in un conservatorismo moderato, o meglio in un'autarchia mitigata, ponendo fine, in parte, al consumismo come oggi lo conosciamo; sotto un altro profilo, però, proprio "l'irresistibile pervasività del sistema tecnico (...) ha esercitato poi sull'intero pianeta lo straordinario potere di globalizzazione integrale e di finanziarizzazione deindustrializzante".
La sua applicazione nel comparto burocratico dello Stato ha evidenziato non pochi problemi. Più in generale, le moderne democrazie non riescono sempre a conciliare il metodo tecnocratico con il dogma della sovranità popolare: Aldo Masullo ha sostenuto che - visto che "le straordinarie innovazioni tecniche hanno eroso, fino a dissolverle, le vecchie forme politiche" - "la tecnica, diventando sempre più un coeso sistema e riducendo ogni altro sistema di funzioni sociali a suo sottosistema, si avvia a diventare essa il sistema, l'unico, il totalizzante, che alla fine pretende di esser esso la politica". La reazione dell'elettorato potrebbe essere la deriva populista, priva degli "antichi «ideali» ideologici, ingannevoli ma potenti ordinatori di diversificate propensioni popolari".

## Critica
Una delle prime critiche fu quella di coloro che per motivi ideologici o religiosi non hanno fiducia nelle scienze, specialmente sui tecnici delle scienze sociali ci furono molte critiche, le quali notoriamente forniscono risultati e previsioni più sfocate delle scienze naturali, le quali hanno la fortuna di avere la disponibilità della ripetibilità degli esperimenti.
Sulla base della diffusa teoria economia circa la scarsità di alcune risorse, proprio agli inizi degli anni settanta dal MIT, il Massachusetts Institute of Technology, incubatore e tra i principali promotori del pensiero tecnocratico, partirono una serie di campagne informative sui limiti dello sviluppo, sulle necessità di intervento da parte dei tecnici o tecnocrati per una migliore allocazione delle risorse disponibili con una conseguente promozione attiva della denatalità, ovvero dell'arresto della crescita demografica, della riduzione dei consumi, causa scarsità di risorse energetiche, ed accentramento di scelte e poteri decisionali in capo ad organismi mondiali accentrati e presidiati da specialisti. Molti tecnocrati suggerirebbero che il timore per la tecnologia ed il cambiamento sociale, le persone presuppongano spesso le più oppressive e dispotiche proposte d'azione, quali invece la tecnocrazia non mirerebbe affatto.
Ma al di là di un preciso contesto storico (la crisi petrolifera), che smentiva nei fatti questa prospettiva di benessere attraverso la proposta e l'attuazione di tecniche che andavano nella direzione opposta, il rimprovero mosso all'ideologia tecnocratica da James Burnham (1905-1987) e Jean Meynaud (1914-1972) è che essa identifica il progresso sociale ed il benessere dell'uomo esclusivamente in base al progresso economico. Tutti i problemi, dunque, si riducono ad un problema di efficienza economica con, come risposta ai problemi sociali, soluzioni derivate attraverso ricerche e metodi tipici delle scienze fisiche e basati su concetti quali la pianificazione, la programmazione, il controllo e la regolamentazione. Ben lungi dal soppiantare il potere politico, in pratica, si sarebbe così creata una forma di governo che non è una tecnocrazia o governo dei tecnici bensì una tecno-burocrazia (termine quest'ultimo che è inteso in senso negativo, come si può evincere dalla lettura di Hackers, Heroes of the New Revolution) ossia un governo di tecnocrati.
Un'altra volta in cui la tecnocrazia infiammò l'opinione pubblica si ebbe in Europa nell'ambito della crisi economica causata dai reati finanziari della Grecia che le causarono una terribile crisi finanziaria, le misure che vengono definite tecnocratiche furono introdotte dall'Unione economica e monetaria dell'Unione europea nei confronti della Grecia con le decisioni della cosiddetta Troika. Molti accademici infatti sostengono che il rispetto delle regole o dei vincoli economici sia la base per la stabilità economica dell'Unione Europea anche per evitare il ripetersi in futuro di situazioni analoghe.

## Nelle opere di fantasia
Il concetto di tecnocrazia ritorna, spesso nelle sue forme più estreme, in diverse opere di fantascienza e in particolare di fantapolitica.
Società tecnocratiche distopiche si riscontrano nel filone cyberpunk o ne Il mondo nuovo (1932) di Huxley, in diversi gradi e con diverse sfumature. La Federazione dei pianeti uniti di Star Trek può essere vista come una forma di democrazia mista a tecnocrazia "benevola" o utopica.
Numerosi videogiochi includono la tecnocrazia tra le forme di governo che possono essere sperimentate dal giocatore all'interno di una simulazione politica in forme più o meno realistiche; tra gli esempi Sid Meier's Alpha Centauri (1999) e Civilization: Call to Power (1999), in cui al giocatore spetta di scegliere la forma di governo più appropriata per le necessità della civiltà da questi controllata, al fine di raggiungere una leadership verso le altre civiltà, che può essere essenzialmente culturale, politica o militare.